# Orchestr Ladislava Štaidla
Orchestr Ladislava Štaidla byl doprovodnou skupinou (kapela) Karla Gotta a dalších zpěváků, se kterým procestoval mnoho států světa. Stal se vítězem mezi skupinami v anketě Zlatý slavík konce 70 let. Vznikla roku 1965 a zanikla v roce 1989. Po odchodu Ladislava Štaidla z hudební scény se transformoval do skupiny Karel Gott Band pod vedením Pavla Větrovce. 

## Vznik kapely
Vznik orchestru je spojen se založením hudebního divadla Apollo, které společně s bratry Jiřím a Ladislavem Štaidlovými založil roku 1965 Karel Gott. Znali se spolu již od roku 1963 z Divadla Semafor.
V roce 1967 bylo divadlo uzavřeno a celá trojice i s doprovodem odcestovala na 7 měsíců do USA do Las Vegas ve státě Nevadě. V roce 1973 tragicky zahynul Jiří Štaidl, orchestr pokračoval v hraní jak po boku Karla Gotta, tak mnoha dalších zpěváků, např. Jitky Zelenkové (1973–1987) nebo Vlasty Kahovcové. V sedmdesátých letech 20. století se orchetr proslavil díky častému účinkování v televizi (TV show Zpívá Karel Gott). 
V druhé polovině osmdesátých let se orchestr blížil k třiceti letům spolupráce s Karlem Gottem a své existence, přičemž Ladislav Štaidl již od roku 1987 plánoval odchod ze scény. V roce 1989 předal pomyslnou taktovku Pavlu Větrovcovi a orchestr se přetransformoval na Karel Gott Band. 

## Zlatý slavík
V populární anketě Zlatý slavík časopisu Mladý svět získal Orchestr Ladislava Štaidla tuto trofej v letech 1977 a 1978. V dalších letech se dlouho umisťoval na předních místech žebříčků populární hudby. V roce 1979 byl druhý, roku 1980 třetí, 1981 opět druhý a 1983 třetí.

## Filmová hudba
Orchestr nahrál filmovou hudbu k řadě filmů (a posléze i vydala v nakladatelství Supraphon). Autorem filmové hudby byl Ladislav Štaidl, který ji začal psát v roce 1964.
- Vinnetou (1987)

## Významní spolupracovníci a členové orchestru
- Ladislav Štaidl - kapelník, klávesista, kytarista a skladatel
- Jiří Štaidl - textař
- Pavel Fořt - kytarista
- Jaromír Klempíř - textař, klavírista, skladatel
- Rudolf Rokl - klavírista
- Felix Slováček - saxofonista
- Karel Svoboda - skladatel, klavírista
- Ondřej Soukup - skladatel, baskytarista, manažer
- Václav Týfa - trumpetista
- Pavel Větrovec - klávesista, skladatel
- Jan Žižka - bubeník
- Michal Penk - vokalista, zpěvák
- Vincenc Kummer - kontrabasista